# Sean Payton
Patrick Sean Payton (* 29. Dezember 1963 in San Mateo, Kalifornien) ist ein US-amerikanischer Trainer im American Football. Er ist seit 2023 Head Coach der Denver Broncos in der National Football League (NFL). Payton war zuvor von 2006 bis 2021 Head Coach der New Orleans Saints, mit denen er in der Saison 2009 den Super Bowl XLIV gewann.

## Leben
Payton wurde in San Mateo, Kalifornien geboren und wuchs in Naperville, Illinois, auf. Er ging auf die Eastern Illinois University, wo er einen Abschluss in Kommunikationswissenschaften machte. Für die Eastern Illinois Panthers spielte er als Quarterback und erzielte 10.665 Passing-Yards.
Im NFL Draft 1987 wurde er nicht ausgewählt und spielte zunächst in der Arena Football League für die Chicago Bruisers und die Pittsburgh Gladiators. Später schaffte er es als Ersatzspieler in den Kader der Chicago Bears. Dort bestritt er drei Spiele, bei denen er gegen die New Orleans Saints, sein späteres Team als Head Coach, eine Interception warf. Weitere Stationen von Payton als Spieler waren die Ottawa Rough Riders in der Canadian Football League und 1988 kurzzeitig bei den Leicester Panthers im Vereinigten Königreich.
Ab 1988 war er als Trainer aktiv, er begann als Offensive Assistant bei den San Diego Aztecs. Danach war er von 1990 bis 1991 bei den Indiana State Sycamores als Trainer für die Runningbacks und Wide Receiver tätig. 1992 kehrte er als Coach der Runningbacks nach San Diego zurück, um ab 1994 für die Miami RedHawks aus Ohio den Posten des Quarterback Coachs zu übernehmen. Nachdem er diese Aufgabe ab 1996 bei den Illinois Fighting Illini ausübte, wechselte er 1997 in die NFL.
Zunächst war er ab 1997 für zwei Spielzeiten als Quarterback Coach der Philadelphia Eagles tätig. 1999 wechselte er zu den New York Giants, wo er ab 2000 Offensive Coordinator war. Von 2003 bis 2005 war er Quarterback Coach bei den Dallas Cowboys und Assistent des Head Coachs.
2006 bekam er den Posten als Head Coach bei den New Orleans Saints. In seinem ersten Jahr erreichte er direkt die Playoffs mit ihnen, in den darauffolgenden zwei Saisons wurden sie jedoch verpasst.
In der Saison 2009 konnten die Saints ihre ersten 13 Spiele der Saison gewinnen. Die letzten drei Regular Season Spiele wurden zwar verloren, trotzdem gewannen die Saints die NFC South und zogen somit in die Playoffs ein. Sie stiegen in der Divisional Round ein, in der die Arizona Cardinals besiegt wurden. Im NFC Championship Spiel konnten sich die Saints in Overtime gegen die Minnesota Vikings durchsetzen und somit in den Super Bowl einziehen. Dort trafen sie im Sun Life Stadium in Miami, Florida auf die favorisierten Indianapolis Colts. Dort konnten sich die Saints mit 31:17 durchsetzen und den ersten Super Bowl in der Vereinsgeschichte gewinnen.
In der Saison 2012 wurde Payton wegen des „Bounty-Skandals“ als erster Head Coach der NFL für eine gesamte Saison gesperrt. Dabei wurde eine illegale Auszahlung von Prämien an Spieler dafür, dass sie gegnerische Spieler verletzten, aufgedeckt. Die Aktion wurde von Defensive Coordinator Gregg Williams initiiert. Der 2022 veröffentlichte Film Home Team thematisiert den Skandal, dort spielt Kevin James sein Alter Ego. Am Ende des Films hat Sean Payton einen Cameoauftritt als Hausmeister Lionel.
Zwischen 2014 und 2016 wurden die Play-offs jedes Mal verpasst, danach jedoch gewannen die Saints von 2017 bis 2020 viermal in Folge die NFC South und zogen somit in die Play-offs ein. 2018 führte Payton sein Team erneut ins NFC Championship Game, in dem sie sich jedoch den Los Angeles Rams geschlagen geben mussten. Nach der Saison 2021, der ersten Saison nach dem Karriereende des langjährigen Quarterbacks Drew Brees, erklärte Payton seinen Rücktritt als Head Coach der Saints, schloss dabei aber eine Rückkehr für die Zukunft nicht aus.
Am 31. Januar 2023 verpflichteten die Denver Broncos Payton als neuen Head Coach. Die Broncos hatten zuvor Nathaniel Hackett noch in seinem ersten Vertragsjahr bereits vor dem Ende der Saison entlassen, nachdem Erfolge mit dem teuer neuverpflichteten Quarterback Russell Wilson ausgeblieben waren. Da Paytons Vertrag bei den Saints noch bis 2024 gültig war, mussten die Broncos für Payton einen Erstrundenpick 2023 (29. Pick) und einen Zweitrundenpick 2024 an New Orleans abgeben, dabei erhielten sie einen Drittrundenpick 2024 zurück. Bevor er das Angebot der Broncos angenommen hatte, hatte Payton auch Gespräche mit den Arizona Cardinals, den Carolina Panthers und den Houston Texans geführt.

## Privates
Payton war bis 2012 verheiratet, aus der Ehe hat er eine Tochter und einen Sohn.